# Ektopie
Ektopie (griechisch εκτοπία ektopía, deutsch ‚Außerörtlichkeit‘; von εκτός ektós, deutsch ‚außen‘, und τόπος tópos, deutsch ‚Ort‘) ist in der Medizin eine Verlagerung von Gewebe an eine ungewöhnliche Stelle innerhalb des Körpers oder häufig auch an seine Oberfläche, an der sich dieses Gewebe üblicherweise nicht befindet. Es handelt sich hierbei um eine Störung in der Entwicklung im Stadium des Embryos oder des Fetus, wobei sich kleinere Mengen von Gewebe oder auch ganze Organe an einem falschen Ort ansiedeln können.
Bei der Entwicklung eines gesamten Embryos außerhalb der Gebärmutter spricht man von einer „ektopen Gravidität“ oder Extrauteringravidität.

## Angeborene Ektopien
- Hodenektopie (Ektopia testis): Statt in den Hodensack zu wandern (Descensus testis, „Hodenabstieg“), gelangen die Hoden unter die Haut in der Leistengegend oder des Oberschenkels.
- Herzektopie (Ektopia cordis): Das Herz liegt hier außerhalb des Brustkorbes.
- Linsenektopie (Ektopia lentis congenita): Verlagerung der Augenlinse
- Nabelschnurbruch (Omphalozele): Verlagerung von Magen-, Dickdarm- und Dünndarmteilen in die Nabelschnur[1]
- Ureterektopie (Ektopia ureteris): Die Mündung des Harnleiters (Ureter) erfolgt nicht an der vorgesehenen Stelle in die Harnblase, sondern weiter unten in Richtung des Blasenausganges, im Extremfall in die Harnröhre, wodurch sie hinter die Verschlusseinrichtungen verlagert ist und somit der Harn nicht mehr zurückgehalten werden kann (Harninkontinenz bzw. Harnträufeln).
- Schilddrüsenektopie: Lageanomalie der Schilddrüse aufgrund einer Störung des Deszensus während der Embryonalentwicklung
- Meningomyelozele (Ektopia spinalis, Form der Spina bifida aperta)
- Nierenektopie: Lageanomalie der Niere
- Makulaektopie: Verziehung des „Gelben Flecks“ auf der Netzhaut des Auges

## Traumatisch bedingte Ektopien
- Linsenluxation (Ektopia lentis)

## Hormonell bedingte Ektopien
- Portioektopie: Vorkommen von Zylinderepithel im Bereich des äußeren Muttermundes (Portio vaginalis uteri) anstatt nicht verhornendem Plattenepithel. Eine Portioektopie kommt bei vielen Frauen physiologisch vor.